# Championnat d'Irlande du Nord de football 1947-1948
Navigation
Édition précédente Édition suivante
Le 47e Championnat d'Irlande du Nord de football se déroule en 1947-1948. C’est le premier championnat de l’après guerre. Le championnat a donc été interrompu pendant sept ans à cause de la seconde guerre mondiale et de ses suites.
Pendant toutes ses années, les clubs ont toutefois continué à organiser une épreuve annuelle. Ces championnats ont été disputés par 6 à 8 équipes selon les saisons, mais ils ne peuvent en aucun cas être considérés comme des championnats officiels car ils n’ont pas de reconnaissance officielle. Le Belfast Celtic a remporté les épreuves des années 1941, 1942, 1944 et 1947, Linfield FC celles de 1943, 1945 et 1946.
En 1947, le championnat recommence sur une forme classique. Il ne compte plus que 12 clubs après les défections de Newry Town et de Larne FC.
Belfast Celtic remporte le championnat. C’est son quatorzième titre national et son sixième consécutif (si l’on prend la suite des championnats d’avant guerre). C’est le record à cette date. Aucun club ne pourra parvenir à égaliser puis à battre ce record avant les années 1980 et une série de 6 victoires consécutives remportées par Linfield FC.
Avec 28 buts marqués en 22 matchs,  Jimmy Jones du Belfast Celtic termine meilleur buteur de la compétition.

## Les 12 clubs participants
- Ards Football Club
- Bangor Football Club
- Ballymena United Football Club
- Belfast Celtic Football Club
- Cliftonville Football Club
- Coleraine Football Club
- Derry City Football Club
- Distillery Football Club
- Glenavon Football Club
- Glentoran Football Club
- Linfield Football Club
- Portadown Football Club

## Classement
| Rang | Équipe           | Pts | J  | G  | N | P  | Bp | Bc | Diff |
| ---- | ---------------- | --- | -- | -- | - | -- | -- | -- | ---- |
| 1    | Belfast Celtic   | 39  | 22 | 19 | 1 | 2  | 84 | 26 | +58  |
| 2    | Linfield FC      | 35  | 22 | 15 | 5 | 2  | 55 | 19 | +36  |
| 3    | Ballymena United | 27  | 22 | 10 | 7 | 5  | 52 | 38 | +14  |
| 4    | Distillery FC    | 26  | 22 | 12 | 2 | 8  | 35 | 32 | +3   |
| 5    | Glentoran FC     | 26  | 22 | 9  | 8 | 5  | 44 | 29 | +15  |
| 6    | Coleraine FC     | 22  | 22 | 8  | 6 | 8  | 48 | 46 | +2   |
| 7    | Glenavon FC      | 22  | 22 | 8  | 6 | 8  | 45 | 45 | 0    |
| 8    | Ards FC          | 18  | 22 | 7  | 4 | 11 | 37 | 54 | -17  |
| 9    | Cliftonville FC  | 18  | 22 | 7  | 4 | 11 | 36 | 47 | -11  |
| 10   | Bangor FC        | 16  | 22 | 6  | 4 | 12 | 36 | 55 | -19  |
| 11   | Portadown FC     | 9   | 22 | 3  | 3 | 16 | 31 | 60 | -29  |
| 12   | Derry City FC    | 6   | 22 | 2  | 2 | 18 | 18 | 70 | -52  |

|  | Champion d'Irlande du Nord |
|  | Relégation                 |

### Meilleur buteur
- Jimmy Jones, Belfast Celtic 28 buts

## Bilan de la saison
| Tableau d'Honneur                         |                |
| Compétition                               | Vainqueur      |
| Championnat d'Irlande du Nord de football | Belfast Celtic |
| Coupe d'Irlande du Nord de football       | Linfield FC    |

| Promotions et relégations |       |
| Relégués                  | Aucun |
| Promus                    | Aucun |